# Gillhög
Der Gillhög ist eine Megalithanlage nahe dem Ort Barsebäk (RAÄ-Nr. Barsebäck 12:1) in der Gemeinde Kävlinge in Schonen in Schweden. Er birgt Schonens am besten erhaltenes Ganggrab (schwedisch Gånggrift). Das Ganggrab entstand zwischen 3500 und 2800 v. Chr. als Megalithanlage der Trichterbecherkultur (TBK) und ist eine Bauform jungsteinzeitlicher Megalithanlagen, die aus einer Kammer und einem baulich abgesetzten, lateralen Gang besteht. Diese Form ist primär in Dänemark, Deutschland und Skandinavien, sowie vereinzelt in Frankreich und den Niederlanden zu finden. Neolithische Monumente sind Ausdruck der Kultur und Ideologie neolithischer Gesellschaften. Ihre Entstehung und Funktion gelten als Kennzeichen der sozialen Entwicklung.
Der Hügel liegt am Öresund und stellte für Seefahrer stets die Landmarke an der Grenzlinie zwischen Lommabucht und Lundåkrabucht dar. Der Überlieferung nach wurde er nach dem Wikingerhäuptling Erik Gille benannt. 

## Beschreibung
Die 1931/32 von Otto Rydberg untersuchte Kammer aus der schwedischen Jungsteinzeit liegt in einem mit Erde bedeckter Steinhügel von etwa 25,0 m Durchmesser und 2,5 m Höhe. Die Wände der Kammer bestehen aus zwölf Tragsteinen. Die Decke besteht aus drei Findlingen, deren größter 15 Tonnen wiegt. Die sechs Meter lange, 2,2 m breite und 2,1 m hohe ovale Kammer erreicht man durch den sechs Meter langen Gang aus vier Tragsteinpaaren, der am Kammerübergang 0,5 m höher ist als am Anfang. Er war von vier Decksteinen bedeckt und weist nach Osten. Im Gang des Gillhög wurden Schädel und Skelettteile sowie Pfeilspitzen, Beile und Schmuck gefunden, die teilweise aus dem Endneolithikum stammen und zu Nachbestattungen gehörten.
Bei Ausgrabungen fand man auf einem etwa fünf mal sechs Meter großen Areal vor dem Gang tausende dekorierter Keramikscherben, vermischt mit faustgroßen Steinen. Ähnliche Funde stammen vom benachbarten Ganggrab Storegården und von den ebenfalls schonischen Dolmen auf dem Dösabacken und Örenäsgånggriften. 
Zwei sekundäre Gräber, zwei Steinkisten, im nordöstlichen Bereich des Gillhög lieferten Erkenntnisse über endneolithische schonische Steinkisten. Die allseits geschlossenen mittelgroßen Kisten sind zwischen 2,5 und 2,75 m lang sowie 80 cm breit. Eine der Kisten war von drei großen Felsblöcken bedeckt. Der Boden war mit Rollsteinen belegt. Trotz ihrer Größe enthielt sie nur ein Skelett, in ausgestreckter Rückenlage. Die Grabbeigaben, ein Dolch, eine dreieckige Pfeilspitze aus Flint und ein kleines, unverziertes Tongefäß lagen am Kopf.
In der Nähe liegt das Ganggrab Manhögarna und der Dolmen Hofterupsdösen.